# Лук сине-голубой
Лук сине-голубой (лат. Allium caesium) — многолетнее травянистое растение, вид рода Лук (Allium) семейства Луковые (Alliaceae).

## Распространение и экология
В природе ареал вида охватывает Среднюю Азию и восточные районы Афганистана.
Произрастает в степной зоне на солонцах, в полупустыне, в южной части в предгорьях и горах до 2000 м.

## Ботаническое описание
Луковица яйцевидная, диаметром 1—1,5 см, наружные оболочки почти кожистые, серые без заметных жилок. Луковички серовато-буроватые или фиолетовые с неясными продольными жилками. Стебель высотой 15—65 см, на четверть или до половины одетый шероховатыми, реже гладкими влагалищами листьев.
Листья в числе двух—трёх, шириной 1—3 мм, полуцилиндрические, желобчатые, дудчатые, шероховатые, реже почти гладкие, немного длиннее или немного короче стебля.
Чехол в два раза короче зонтика, заострённый, остающийся. Зонтик обычно коробочконосный, реже с луковичками, очень редко с одними луковичками без цветов, обычно полушаровидный или шаровидный, многоцветковый, густой. Цветоножки равные, в два—пять раз длиннее околоцветника, при основании с прицветниками. Листочки колокольчатого околоцветника, сине-голубые, с более тёмной жилкой, реже белые, равные, продолговатые или продолговато-ланцетные, туповатые, внутренние немного шире, длиной 4—6 мм. Нити тычинок на четверть короче листочков околоцветника, при основании между собой и с околоцветником сросшиеся. Столбик немного выдается из околоцветника.
Коробочка в полтора раза короче околоцветника.

## Таксономия
Вид Лук сине-голубой входит в род Лук (Allium) семейства Луковые (Alliaceae) порядка Спаржецветные (Asparagales).
|  |                                      |  |                                                             |                                                             |                   |  | ещё 24 семейства (согласно Системе APG II) | ещё 24 семейства (согласно Системе APG II) |                      |  |  |  | ещё более 870 видов |
|  |                                      |  |                                                             |                                                             |                   |  | ещё 24 семейства (согласно Системе APG II) | ещё 24 семейства (согласно Системе APG II) |                      |  |  |  | ещё более 870 видов |
|  |                                      |  |                                                             | порядок Спаржецветные                                       |                   |  |                                            |                                            | род Лук              |  |  |  |                     |
|  |                                      |  |                                                             | порядок Спаржецветные                                       |                   |  |                                            |                                            | род Лук              |  |  |  |                     |
|  | отдел Цветковые, или Покрытосеменные |  |                                                             |                                                             | семейство Луковые |  |                                            |                                            | вид Лук сине-голубой |  |  |  |                     |
|  | отдел Цветковые, или Покрытосеменные |  |                                                             |                                                             | семейство Луковые |  |                                            |                                            |                      |  |  |  |                     |
|  |                                      |  | ещё 44 порядка цветковых растений (согласно Системе APG II) | ещё 44 порядка цветковых растений (согласно Системе APG II) |                   |  |                                            | ещё около 300 родов                        | ещё около 300 родов  |  |  |  |                     |
|  |                                      |  |                                                             | ещё 44 порядка цветковых растений (согласно Системе APG II) |                   |  |                                            |                                            | ещё около 300 родов  |  |  |  |                     |